# Saint Kitts és Nevis az 1996. évi nyári olimpiai játékokon
Saint Kitts és Nevis az egyesült államokbeli Atlantában megrendezett 1996. évi nyári olimpiai játékok egyik részt vevő nemzete volt. Az országot az olimpián 1 sportágban 10 sportoló képviselte, akik érmet nem szereztek. Saint Kitts és Nevis első alkalommal vett részt az olimpiai játékokon.

## Atlétika
Férfi
| Versenyző                                              | Versenyszám     | Előfutam | Előfutam | Előfutam | Negyeddöntő | Negyeddöntő | Negyeddöntő | Elődöntő | Elődöntő | Elődöntő | Döntő   | Döntő    |
| Versenyző                                              | Versenyszám     | Idő      | Hely.    | Össz.    | Idő         | Hely.       | Össz.       | Idő      | Hely.    | Össz.    | Idő     | Helyezés |
| ------------------------------------------------------ | --------------- | -------- | -------- | -------- | ----------- | ----------- | ----------- | -------- | -------- | -------- | ------- | -------- |
| Kim Collins                                            | 100 m           | 10,27    | 3.       | 16.*     | 10,34       | 5.          | 27.*        | kiesett  | kiesett  | kiesett  | kiesett | kiesett  |
| Ricardo Liddie Bertram Haynes Kim Collins Maxime Isiah | 4 × 100 m váltó | 40,12    | 4.       | 23.      |             |             |             | kiesett  | kiesett  | kiesett  | kiesett | kiesett  |

* - egy másik versenyzővel azonos időt ért el
Női
| Versenyző                                                    | Versenyszám     | Előfutam      | Előfutam      | Előfutam      | Negyeddöntő | Negyeddöntő | Negyeddöntő | Elődöntő | Elődöntő | Elődöntő | Döntő   | Döntő   |
| Versenyző                                                    | Versenyszám     | Idő           | Hely.         | Össz.         | Idő         | Hely.       | Össz.       | Idő      | Hely.    | Össz.    | Idő     | Hely.   |
| ------------------------------------------------------------ | --------------- | ------------- | ------------- | ------------- | ----------- | ----------- | ----------- | -------- | -------- | -------- | ------- | ------- |
| Diane Francis                                                | 400 m           | 52,48         | 5.            | 26.           | 52,24       | 7.          | 26.         | kiesett  | kiesett  | kiesett  | kiesett | kiesett |
| Bernadeth Prentice Bernice Morton Elricia Francis Valma Bass | 4 × 100 m váltó | nem ért célba | nem ért célba | nem ért célba |             |             |             |          |          |          | kiesett | kiesett |
| Bernadeth Prentice Diane Francis Valma Bass Tamara Wigley    | 4 × 400 m váltó | 3:35,12       | 7.            | 12.           |             |             |             |          |          |          | kiesett | kiesett |